# 響きと怒り
『響きと怒り』（ひびきといかり、原題：The Sound and the Fury ）は、アメリカ合衆国の小説家ウィリアム・フォークナーの小説である。1929年に発表された。ジェイムズ・ジョイスやヴァージニア・ウルフなど20世紀ヨーロッパの小説家が開拓した「意識の流れ」と呼ばれる手法など多くの叙述スタイルを採用した。フォークナーにとっては4作目の小説であるが、発売当時は評判を呼ばなかった。しかし1931年、フォークナーの第6作『サンクチュアリ』（フォークナーが後に主張したように、この扇情的な話は金のためだけに書かれた）が出版されると、『響きと怒り』も売れるようになり、フォークナーに批評家の注目を集めるようになった。
1998年、モダンライブラリーは20世紀の英語小説100傑の第6位に『響きと怒り』を挙げた。

## 概要
『響きと怒り』は、架空のヨクナパトーファ郡を舞台にしている。この小説は、アメリカ合衆国南部の特権階級だったコンプソン家がその家族と名声の崩壊に苦闘する姿を中心に据えている。4つの部に分かれており、第1部「1928年4月7日」は、33歳の重い知的障害を持ったベンジャミン・"ベンジー"・コンプソンの視点から描かれている。ベンジーの部は、語られている時点が頻繁に変化するため、話の筋を掴むことが難しい叙述法が採用されているのが特徴である。第2部「1910年6月2日」は、ベンジーの長兄クウェンティン・コンプソンの意識に焦点を当てて、その自殺に至る過程が語られている。第3部「1928年4月6日」は、クウェンティンの弟で皮肉屋のジェイソンの観点から書かれている。第4部「1928年4月8日」は、第1部の翌日であり、主に一家の黒人召使のディルシーなどを使って、三人称全知視点から書かれている。この部では、ジェイソンも焦点になっているが、家族全員の思考と行動にも目が注がれている。

### 表題について
この小説の題は、ウィリアム・シェイクスピアの戯曲『マクベス』第5幕第5場にある、マクベスの独白から採られている。
英語（原語）
日本語訳
「白痴が話す話」という句からもわかる通り、この物語はベンジーから見たコンプソン家の様子から始まる。その概念は、クェンティンやジェイソンにも広がり、その叙述からそれぞれの愚かさが示されていく。さらに重要なことに、伝統的な南部の上流階級の衰退と死、すなわち「塵にまみれて死ぬ道筋」を語っている。最後の「何のとりとめもありはせぬ」が最も意味深長である。フォークナーは、ノーベル文学賞を受賞した時のスピーチで、人は心から来る物、すなわち「普遍的な真実」について書かなければならないと語った。

## あらすじ
この小説の4つの部は、多くの同じエピソードに関わっており、それぞれが異なる視点から語られるので、異なる主題と出来事に強調が置かれている。脈絡が無く錯綜しているように見える小説の構造は、真の大意を分かりにくくさせている。特に語り手が全て独自の見方であって（信頼するに足りず）、その証言が必ずしも信用できるとは限らない。フォークナーは、この小説でも、語り手の意識が過去の重要な瞬間に戻るときに斜字体を使って示している。しかし、時点の移動が常に斜字体で表されているとは限らず、フラッシュバックの間も異なる時間の経過が必ずしも斜字体のまま表現されてはいないので、斜字体を使うことがさらに混乱を呼んでいる。時点の移動は煩わしく混乱させられるので、特別に注意して読む必要がある。
話の大筋は、かつて南部の貴族的家系であり、南北戦争の英雄コンプソン将軍の子孫である一家の没落である。フォークナーが戦災を受けた南部の再建時における問題の原因と考えた人種差別、貪欲さ、身勝手さ、および個人が決断する者となるための心理的無能さといった悪徳の餌食になる。小説に語られる30年ほどの間に、一家は財政的に破綻し、信仰心を失い、ジェファーソンの町の尊敬も失い、多くの者が悲劇的な死を迎える。
フォークナーは、後に4ページのコンプソン家の歴史「ポータブル・フォークナー」を著した。これはフォークナーが『響きと怒り』を書いたのと同時期にその歴史を書きたいと思ったと自ら語っていたものである。

### 第1部「1928年4月7日」
第1部は、ベンジャミン・"ベンジー"・コンプソンの語りである。ベンジーは、その白痴故に一家の恥の源となっている。ベンジーの世話を心から行おうという数少ない人物は、ベンジーの姉のキャディと黒人女召使のディルシーである。その語りは、全体に脈絡のなさで特徴付けられており、継ぎ目のない意識の流れの中で、出来事が寄せ集められている。また、その期間は、ベンジーが3歳の1898年から現時点の1928年までである。この部における斜字体の存在は、話の重要な転換を示すように意図されている。これは、フォークナーが、執筆当初に時間の移動を表すために異なる色のインクを使おうとしたことに由来する。この部は、時間軸の錯綜により、特別に難しくなっているが、この文体のおかげで全体のリズムが形成され、時間軸が整ってはいなくとも、多くの人物の真の心の動きに対する先入観念のない見方を提供している。さらに、ベンジーの世話をする人物が時代を追って変わって行くことで、時の移りが分かる。現時点のラスター、ベンジーが10代のときのT・P、乳幼児のときのヴァーシュがその例である。
この部では、ベンジーの3つの愛情を見ることができる。すなわち、炉火の光、かつてコンプソン家のものだった土地に造られたゴルフ場、および姉のキャディである。しかし、キャディは、生んだ子供が夫との間の子ではなかったために夫から離婚され、現時点ではコンプソン家から消えてしまっている。一家は、長男のクウェンティンのハーバード大学での学費を調達するため、地元のゴルフクラブにお気に入りの牧場を売ってしまっていた。小説の冒頭で、ベンジーは、召使の少年ラスターと同行しており、ゴルフ場のゴルファー達を見ながらお気に入りの姉の名前「キャディ｣をゴルファー達が呼ぶのを聞こうと待っている。ゴルファーの一人がゴルフ・キャディを呼んでいるとき、ベンジーの心の中では姉に関わる記憶がめまぐるしく入れ替わり、一つの重要な出来事に行き着く。それは、コンプソン家の子供達4人の祖母が死んだ1898年であり、その葬儀の間、子供達は外で遊ぶよう命令されていたことである。キャディは、家の中で進行していることを見るために、庭の木に登り家の中を覗いている。彼女の3人の兄弟であるクウェンティン、ジェイソン、ベンジーは、上を見上げていると、キャディの下着が泥で汚れていることに気付く。この出来事は、ベンジーの最初の記憶であり、残りの物語を通して、彼はキャディと樹木を結びつけて考えるようになる。現にベンジーは、しばしばキャディは樹木の匂いがすると発言する。この部の中でもう一つ重要な出来事は、ベンジーの障害が明らかになった1900年に、それまでのモーリーからベンジーに名前が変えられたことである。モリーという名前は、伯父（母の兄）の名前を貰ったものだった。1910年のキャディの結婚と離婚、および門の鍵が外れていてベンジーが監視されていなかった時に少女を襲ったことからベンジーが去勢されたことは、この部のなかで簡潔に語られている。

### 第2部「1910年6月2日」
コンプソン家の子供達の中でもっとも知的で自責の念に苦しめられているクウェンティンは、フォークナーの叙述法の好例を与えている。クウェンティンは、ハーバード大学の一年生であり、ケンブリッジの通りをうろつきながら、死を考え、妹のキャディと家族が離反したことを回想している。第1部と同様にその叙述は厳密に時系列ではないが、ハーバードにいるクウェンティンと記憶の中にいるクウェンティンとのあざなえる2つの糸は、はっきりと区別できる。
クウェンティンの主要な妄想の対象は、キャディの処女性と純潔である。南部の騎士道精神に取り付かれ、特に妹を初めとする女性の保護を必要と考えている。キャディが性的な放縦さに陥ったとき、クウェンティンは、驚愕し、父親に援助と相談を持ちかける。しかし、実用主義のコンプソン氏は処女性は男が創作したものであり、深刻に考えるべきではないと告げ、さらに時が全てを解決するとも言う。クウェンティンは、父が間違っていることを証明しようと時間を費やすが、できないでいる。1909年秋にクウェンティンがハーバードに向けて旅立つ直前に、キャディはドールトン・エームズの子供を妊娠し、クウェンティンはエームズと対決する。二人は戦い、クウェンティンが惨めに敗北する。キャディは、クウェンティンのために、二度とエームズとは話をしないことを誓う。クウェンティンは、父に近親相姦を犯したと告げるが、父は彼が嘘をついていることが分かる。「すると彼、おまえはあの娘（こ）にそれをさせようとしたのかね。そこでぼく　ぼくはこわかったんです妹がそうするんじゃないかと思ってこわかったんですそれにそんなことをしたってなんにもならなかったでしょう」クウェンティンの近親相姦という観念は、もし彼らが「何かひどくおそろしいことをしてしまって、ぼくたち二人のほかはみんな地獄から逃げだしてしまいさえするものなら」、彼女がどのような罪に耐えるとしても、彼女と結合することで妹を守ることができるという観念から形作られている。クウェンティンの心の中では、キャディの罪に対して責任を取る必要があると感じている。妊娠し孤独を感じたキャディは、ハーバート・ヘッドと結婚する。クウェンティンはヘッドとの結婚に反発するが、キャディはすでに心に決めている。彼女は出産する前に結婚しなければならない。ハーバートはその子供が自分の子ではないと分かり、母（キャディ）とその娘を恥辱の中に追いやる。クウェンティンは、授業をサボってハーバードをうろついているが、キャディを失ったことに対する悲痛の過程を辿っている。例えば、英語を話せないイタリア人移民の少女と出遭う。ここで重要なことは、クウェンティンが少女を「おねえちゃん」（"sister"）と呼ぶことであり、その日の大半を通して少女との対話を試み、少女の家を見つけてあげようとするが、徒労に終わる。クウェンティンは、南北戦争後の南部の凋落と浅ましさを悲観する。彼の周りの世界における超道徳性に対処できずに自殺する。
この小説を初めて読む者は、ベンジーの部が難しく、クウェンティンの部は近づきやすいと言うことが多い。しかし、時点の転換が頻繁に行われるだけでなく、（特に終わりの方で）フォークナーは完全に文法、綴り、あるいは句読点を無視していることが多く、区切りのない言葉、句、文を長ったらしく書き続け、ある思考が終われば、次の思考が始まっている。この混乱は、クウェンティンが重い抑鬱状態にあり、精神に異常を来たしかかっているためである。それゆえにこの部は、弟のベンジー以上にクウェンティンを信頼できない話者に仕立て上げており、複雑さの故に、文学者が最も広範に研究する対象になっている。

### 第3部「1928年4月6日」
第3部は、コンプソン家の母キャロラインのお気に入りで3番目の子供のジェイソンによって語られている。時は第1部（ベンジーの部）の前の日で、聖金曜日（復活祭前の金曜日）である。3人の兄弟が登場する3つの部の中で、ジェイソンの部は最も単刀直入であり、物質的豊かさに対するその独りよがりの欲望を反映している。1928年では、父の死後にジェイソンが一家の経済を支える者になっている。母、ベンジーおよびミス・クウェンティン（キャディの娘）を養い、さらに召使の家族も居る。ジェイソンの役割は、彼を辛らつで皮肉屋にしており、兄や姉にあったような感受性はほとんど見当たらない。彼は、ミス・クウェンティンの唯一の保護者とキャディに認めさせ、キャディが娘のために送ってくる養育費を着服している。
この部は、この小説で時間を追って語られる最初の部分である。聖金曜日の時間の進行を追いながら、ジェイソンは、再び逃げ出したミス・クウェンティンを探すために仕事を放り出しており、いたずらを求めているようにも見える。ここでコンプソン家の2つの支配的な流れの間にある諍いを見ることができる。ジェイソンの母キャロラインは、それを自分と夫の血筋の間の違いのせいにしている。ミス・クウェンティンの向こう見ずで感情的なところは、祖父から受け継いだものであり、究極的にコンプソン家のものである。一方、ジェイソンの無慈悲な皮肉屋という性格は、母方から受け継いだものである。この部は、コンプソン家の家庭内生活について、はっきりとしたイメージを与えてくれており、ジェイソンや召使にとっては、心気症のキャロラインとベンジーの面倒を見ることを意味している。

### 第4部「1928年4月8日」
第4部は、復活祭の日である。この部は、単一の話者の視点からは語られていないが、黒人召使一家の強力な女家長であるディルシーに焦点が当てられている。ディルシーは、没落するコンプソン家とは対照的に、その信仰から大きな強さを得ており、死に体の家族の中で誇り高き人物として君臨している。ディルシーが外を見ることでその強さを得ているのに対し、コンプソン家は内面を見ることで弱くなっているということもできる。
この復活祭の日に、ディルシーはその家族とベンジーを黒人教会に連れて行く。彼女を通じて、コンプソン家が長年暮らしてきた退廃と堕落の結果を感じ取ることができる。ディルシーは、不当な待遇を受け虐待されているが、それでも一家に忠誠なままである。ディルシーは、孫息子のラスターの助けでベンジーの面倒を見ており、彼を教会に連れて行って救済をもたらそうとする。説教師の教えによって、コンプソン家のために泣き始め、現在目撃しているコンプソン家の崩壊を通じて見て来たものを思い出させられる。
一方、ジェイソンとミス・クウェンティンの間の対立は、避けられない結果に達する。一家は、ミス・クウェンティンが夜の間に見世物小屋の雇い人と共に逃げ出したことを発見する。ミス・クウェンティンは、ジェイソンが箪笥の中に隠していた現金を発見し、自分の金（キャディからの養育費をジェイソンが着服していた）と金の亡者になっていた叔父が生涯貯めてきた金を取っていく。ジェイソンは、警察に行って自分の金が盗まれたと告げるが、ミス・クウェンティンの金を着服していたことを認めることになるので、それ以上追求できない。それ故に、自分で彼女を見つけようと出発するが、近くのモットソンの町で彼女の足跡を見失い、去るままに任せてしまう。
この小説は、大変強く、不安なイメージで終わる。ディルシーは、教会の後で孫のラスターに、家族の老朽化した馬と馬車（もう一つの崩壊の印）でベンジーを墓地まで連れて行くことを認める。ベンジーは、決まりきった生活に嵌まり込んでいたので、その経路のちょっとした変化でも怒らせることになるはずだったが、ラスターはお構いなしに広場の記念碑の周りをいつもと違う方向に曲がろうとする。ベンジーのヒステリックな泣き声と衝撃的な喚きは、誰でもないジェイソンだけが黙らせることができた。ジェイソンは、ベンジーを宥める最善の方法を知っていた。ジェイソンは、ラスターを突き飛し、馬車を回したので、ベンジーは急におとなしくなる。ラスターがベンジーを振り返るとベンジーが花を落としているのが分かり、ベンジーの目は「再びうつろで、青々と澄みわたっていた。」

### 付録: 1699年-1945年、コンプソン家の人たち
1945年、フォークナーはこの小説に関する付録を書いて、出版予定だった選集『ポータブル・フォークナー』の中に掲載した。フォークナーの依頼で、その後の『響きと怒り』の再版にはその最後にこの付録が付けられることが多い。「第5部」といわれることもある。『響きと怒り』出版から16年後に書かれたこの付録は小説本文と多少の異同を含んでいるが、小説の筋で不透明だったところを明らかにしている。
この付録はコンプソン家の歴史を編年体で完成させたものである。先祖のクウェンティン・マクラカンが1779年にアメリカに渡って来たときに始まり、小説の時点（1928年）以降に起こった出来事も含んでいる。特にキャロライン・コンプソンが1933年に死に、ジェイソンはベンジーを州立精神病院に送りつけたこと、黒人召使を解雇したこと、コンプソン家の最後の土地を売却したこと、その農業用品店の上にあるアパートの一室に転居したことが語られている。またジェイソン自身がベンジーの法的な庇護者であることをずっと昔に宣言しており、母には知らせずにこの位置づけを利用してベンジーを去勢させたことも明かされている。
この付録ではキャディのその後も分かる。小説の中では娘のクウェンティンがまだ赤ん坊のときに現れたのが最後だった。キャディは二度目の結婚と離婚を経験した後、パリに行ってドイツ占領下の時を過ごす。1943年、ヨクナパトーファ郡司書が雑誌の写真の中に、ドイツ軍参謀の将軍と共に居るキャディを発見し、ジェイソンとディルシーそれぞれに彼女を救おうと呼びかける。ジェイソンは一瞥して写真の女性がキャディだと認めるが、司書が助けを求めていることが分かると否定しに掛かる。ディルシーは全く写真を見ることができない振りをする。その司書は後に、ジェイソンがキャディに対して冷たく同情的ではないこと、ディルシーはキャディが他に救うだけの値打ちのあるものが残されていないので、救われたいという思いもその必要もないことを単に理解したということを悟った。
この付録はコンプソン家の召使を務めた黒人一家を列挙することで終わっている。コンプソン家の家族については長く詳細に語り、全知の観点から書かれているのに対し、召使達についてはシンプルで簡潔である。最後に登場するディルシーの場合は、「彼らは耐え忍んだ」という英語では2語だけで終わっている。

## 登場人物
- ジェイソン・コンプソン3世 (?-1912年) — コンプソン家の家長、南部大学で学んだ弁護士 — 虚無的な思考を行いアルコール中毒である。その厭世的な意見が息子のクウェンティンを悩ませる。小説『アブサロム、アブサロム!』では幾つかの章の話者になっている。
- キャロライン・バスコム・コンプソン (?-1933年) — コンプソン3世の妻 — ジェイソン以外の子供達には愛情を示すことのない自己完結な神経症。ジェイソンはバスコム家の血を受け継いでいると考えている。老年では人使いの荒い心気症になった。
- クウェンティン・コンプソン3世 (1890年-1910年) — コンプソン家の長兄 — 感情的で神経質、父が虚無的哲学を持っており、妹の性的放縦性を抑えられないことで、精神的抑鬱が募り、自殺する。小説『アブサロム、アブサロム！』にも登場している。小説の中で自殺した場所であるチャールズ川に架かる橋にはその生と死を記念する銘板が据えられている。
- キャンダス・"キャディ"・コンプソン (1892年-?) — コンプソン家の2人目の子供、意思が強いが世話好き、ベンジーの唯一心から面倒を見る者であり、兄クウェンティンの最良の友人、フォークナーによれば、この小説の真の英雄。キャディは決して声を荒らげることがなく、彼女に対する兄弟の感情によってその性格を発展させるように仕向ける。
- ジェイソン・コンプソン4世 (1894年-?) — 辛らつな人種差別主義者、コンプソン家の3人目の子供、借金と性的な憤懣で問題を起こしている。アールという男が経営する農業用品店で働き、1912年にコンプソン家の家長になる。長年、ミス・クウェンティンの養育費を着服している。
- ベンジャミン・("ベンジー"、生まれたときはモーリー)・コンプソン (1895年-?) — 知的障害のあるコンプソン家の4人目の子供、家族にとって常に恥と嘆きの源であり、特に母はその名前をベンジャミンに変えることに固執する。家族の中でキャディだけがベンジーに誠実な愛情を向ける。人について動物的な「第6感」があり、キャディの匂いから彼女が処女を失ったことを察知することができる。ベンジーのモデルはフォークナーが『神の王国』と題して1925年にニューオーリンズの「タイムズ・ピカユーン」に載せたスケッチに始まっている可能性がある。
- ディルシー・ギブソン (?-?) — 召使一家の女家長、子供はヴァーシュ、フローニー、T・Pの3人、孫はフローニーの子供であるラスター、彼らはベンジーの生涯を通じて世話人となる。コンプソン家の崩壊する様を観察する者である。
- ミス・クウェンティン・コンプソン (1911年?-?) — キャディの娘、ハーバートがキャディを離婚した時に、ジェイソン4世の庇護下にコンプソン家と生活することになる。叔父のクウェンティンに因んで名付けられているが、クウェンティン2世あるいはミス・クウェンティンと呼ばれて識別できる。

## 文学的重要さと読者の受け入れについて
この小説は批評家から絶賛され、アメリカの小説の中でも最高傑作の中に据えられている。ウィリアム・フォークナーが1949年にノーベル文学賞を受賞する要因になった。
この小説が受け容れられたのは、フォークナーが人の心の思考パターンを再生するために使った構成テクニックに由来するところが大きい。それは意識の流れと呼ばれる技法の基本を発展させたものだった。
フォークナーの作品の大半と同様、『響きと怒り』は南部を全体的に象徴化するものとして読まれてきた。フォークナーは古き南部の理想とするものが南北戦争後の時代に維持され保存されるかという疑問に関わってきた。この見方では、コンプソン家の崩壊は伝統的な道徳の浸食に関する試験であり、現代の無力感によってのみ置き換えられると解釈できる。最も人の心に訴える登場人物はキャディとクウェンティンであり、最も悲劇的でもある。この2人は生きてきた社会の価値を拒絶してその流れの中では生き残れない。残ったのは魅力は無いが完全に実用的なジェイソンであり、小説の終幕で描かれるように以前の姿を維持している。
ジャン＝ポール・サルトルがフォークナーに関するその有名な随筆の中で述べているように、この小説には実存主義の香りもある。登場人物の多くは古典文学、聖書など文学作品に出典を求められる。クウェンティンは（『死の床に横たわりて』のダールと同様）ハムレットに、キャディはオフェリアにヒントを得たと考える者がいる。ベンジャミンという名前は創世記に出てくるヨセフの弟から採られている。

## 映画化について
『響きと怒り』は何度か映画化されている。最初の作品は1959年に公開された。監督はマーティン・リット、出演はユル・ブリンナー、ジョアン・ウッドワード、マーガレット・レイトン、スチュアート・ホイットマン、エセル・ウォーターズ、ジャック・ウォーデンおよびアルバート・デッカーである。日本公開題は『悶え』。この映画は小説とほとんど似ていなかった。また、2014年にはジェームズ・フランコが監督と主演を兼任して映画化された。

## 主な日本語訳
- 『フォークナー全集 5 響きと怒り』 尾上政次訳、冨山房、1969年、新版1996年
- 『響きと怒り』 高橋正雄訳、講談社文芸文庫、1997年。新版再刊
- 『響きと怒り』 平石貴樹・新納卓也訳、岩波文庫（上下）、2007年
- 『響きと怒り』 桐山大介訳、河出書房新社、2024年。新訳